# Ser feliz
"Ser Feliz" é uma canção do cantor porto-riquenho Ricky Martin, lançada como sétimo e último single de seu álbum de estreia, Ricky Martin (1991). Foi lançada em 14 de setembro de 1992.

## Formatos e lista de faixas
Latin America promotional 12" single
1. "Ser Feliz" – 4:38